# Sinistra Unita e Alternativa
Sinistra Unita e Alternativa  (in catalano: Esquerra Unida i Alternativa - EUiA) è una coalizione di partiti politici catalani di orientamento socialista e comunista costituitasi nel 1998; rappresenta il referente regionale di Sinistra Unita.
Inizialmente l'alleanza raggruppava:
- il Partit Socialista Unificat de Catalunya Viu, fondato nel 1997 dalla componente del Partit Socialista Unificat de Catalunya contraria alla confluenza in Iniziativa per la Catalogna (poi divenuta Iniziativa per la Catalogna Verdi);
- il Partit Obrer Revolucionari, nato nel 1974 e divenuto nel 2013 L'Aurora - Organització Marxista;
- il Partit dels i les Comunistes de Catalunya, costituitosi nel 1982 e divenuto nel 2014 Comunistes de Catalunya;
- il Partido de Acción Socialista;
- Esquerra Alternativa, nata nel 1991 da Lliga Comunista Revolucionària e Moviment Comunista d'Espanya.

Successivamente, queste ultime due formazioni politiche hanno sospeso la propria attività.
Il raggruppamento aderisce al Partito della Sinistra Europea.